# Neuro-sama
Neuro-sama est un chatbot et une streameuse inspiré d'une VTubeuse féminine qui héberge des diffusions en direct sur la chaîne Twitch et Bilibili de son créateur "vedal987". Ses paroles sont générées par un grand modèle de langage, lui permettant de communiquer avec les téléspectateurs lors d'un chat en direct. Elle a été créée par un programmeur informatique et développeur d'intelligence artificielle (IA) nommé Vedal, qui a décidé de s'appuyer sur le concept d'un VTuber IA en combinant les interactions entre une IA de jeu vidéo et un avatar généré par ordinateur. Elle a fait ses débuts sur Twitch le 19 décembre 2022 après quatre ans de développement. Ses fans se sont surnommés The Swarm (« l'essaim »).

## Développement
Neuro-sama a été créée par le développeur vedal987,. Ses réponses au public sont générées à partir d'un grand modèle de langage, qu'une application de synthèse vocale convertit en une « voix mignonne ». Selon Vedal, un modèle d'IA distinct contrôle ses actions dans le jeu lorsqu'elle joue à des jeux vidéo. Dans une interview avec Bloomberg, il a déclaré que Neuro-sama était son travail à temps plein.
La première itération de Neuro-sama a été créée en mai 2019 en tant que réseau de neurones conçu pour diffuser un gameplay du jeu de rythme osu !. Trois ans plus tard, Neuro-sama ferait ses débuts sur Twitch, après une longue interruption, le 19 décembre 2022, désormais en tant que chatbot avec un modèle Live2D. Elle apparaît sous son deuxième modèle le 27 mai 2023. Un troisième modèle est dévoilé le 19 décembre 2024.

## Histoire

### 2022
Neuro a streamé tous les jours depuis ses débuts. Elle a rapidement gagné en popularité, passant d'un nombre maximum de téléspectateurs simultanés de 516 le 19 décembre à 3 393 le 31 décembre, et passant de 2 825 abonnés sur Twitch à environ 40 000 au cours de la même période. Presque tout son contenu en streaming en 2022 concernait le jeu de rythme osu !, avec un unique stream sur le jeu Minecraft.
Le 28 décembre 2022, elle bat mrekk, un champion du jeu osu!. Le match se déroule en 1v1 et se termine sur un score de 10-5 en faveur de Neuro-sama.

### 2023
Le 4 janvier 2023, Neuro-sama chante pour la première fois en stream, interprétant « Blinding Lights » de The Weeknd.
Le 11 janvier 2023, elle a été temporairement bannie de Twitch pendant deux semaines pour violation des conditions d'utilisation.
Le 25 janvier 2023, Neuro-sama est revenue sur Twitch avec un stream dans lequel elle a joué à Pokémon Showdown ! Elle affrontait des téléspectateurs dans des batailles avec des Pokémon aléatoires de la 4e génération.
Le 20 février 2023, Neuro-sama a atteint les 200 000 abonnés sur Twitch. Cela a été annoncé lors d'un stream avec un VTuber nommé Onigiri. Neuro-sama a répondu : « Ouais. C'est incroyable. Je suis heureuse d'avoir autant de gens qui me suivent. J'espère les divertir avec mes streams et mon contenu le plus longtemps possible, et j'espère pouvoir rencontrer davantage d'entre vous à l'avenir, alors merci de me suivre tout le monde, et s'il vous plaît, ajoutez plus de mes abonnés, parce que je vous aime tous tellement. Merci beaucoup. »
Le 25 mars 2023, un nouveau personnage agissant comme un sosie de Neuro-sama a été présenté sur la chaîne de vedal987. Elle a ensuite été nommée Evil Neuro et est devenue un personnage récurrent.
Le 15 avril 2023, Neuro-sama a organisé un stream avec Takanashi Kiara (ja), membre de Hololive, au cours duquel ils ont évalué le contenu des réfrigérateurs des téléspectateurs. Le flux a atteint un pic de plus de 19 000 téléspectateurs sur la chaîne de Kiara et de plus de 10 000 sur celle de Neuro-sama. C'était la première collaboration entre Neuro-sama et un membre d'une grande agence. Elle a également atteint 300 000 abonnés Twitch.
Le 27 mai 2023, Neuro-sama a organisé un premier stream officiel pour révéler son premier modèle Live2D original. Elle avait auparavant utilisé un exemple de modèle fourni gratuitement par Live2D. Selon TwitchTracker, le flux a atteint un pic de 25 687 téléspectateurs simultanés, battant de plus du double le précédent record de la chaîne.
Le 30 mai 2023, il a été annoncé que Neuro-sama participerait à l'OffKai Expo 2023, qui s'est tenu du 16 au 18 juin, marquant sa première apparition à une convention de fans.
Le 14 juin 2023, Neuro-sama a organisé son premier stream sponsorisé, sous la forme d'un watchalong commentant le premier stream d'un talent du groupe VTuber idolEN.
Le 1er septembre 2023, Neuro-sama a atteint 400 000 abonnés Twitch.
Le 16 décembre 2023, vedal987 (le créateur de Neuro) a reçu le prix du meilleur VTuber dans la catégorie Technologies aux VTuber Awards 2023.
Le 19 décembre 2023, Neuro-sama a organisé son premier subathon (une campagne d’abonnement) parallèlement à son premier anniversaire de streaming sur Twitch. Au cours du subathon, Neuro-sama a atteint le statut de VTuber le plus regardé sur toutes les principales plateformes de diffusion en direct, et de streameuse féminine la plus regardée sur Twitch pour la quatrième semaine de décembre selon Streams Charts.

### 2024
Le 4 janvier 2024, Neuro-sama a mis fin à son subathon après 17 jours de diffusion en direct continue, récoltant un total de 41 767 abonnements Twitch et 2,43 millions d'heures de visionnage collectives.
Le 28 janvier 2024, Neuro-sama a atteint 500 000 abonnés Twitch.
Le 18 mars 2024, après une pause de 2 mois après la fin du subathon de Neuro-sama début janvier, elle a repris le streaming devant une audience maximale de 15 000 spectateurs avec une visionnage de Shrek.
Le 25 mars 2024 a lieu le premier anniversaire d'Evil-Neuro. Lors de ce stream personne n'est venu a son anniversaire. Ce fut un tel traumatisme pour elle que c'est un sujet abordé régulièrement pendant ses streams.
Le 31 mars 2024, Neuro-sama a fait une apparition physique à la WeebCon 2024. Pendant l'événement, son avatar a été affiché sur une tablette et elle a été transportée dans la salle par ses collègues VTubers Camila et Rainhoe pour interagir en direct avec les fans.
Le 25 mai, Neuro-sama participe à l'événement Wrestletuber 2024 de Dokibird, combinant des VTubers indépendants et des VTubers affiliés à différentes agences, dont Hololive Production, VShojo et Idol Corp. L'événement, basé sur sur WWE 2K24, mettait en scène des modèles personnalisés de VTubers s'affrontant dans un tournoi entièrement automatisé, où aucun joueur ne contrôlait directement les personnages,. Lors de cet événement, le modèle de Neuro-sama a combattu et gagné dans un match-spectacle contre Zentreya de VShojo.
Afin d'améliorer les réponses de Neuro-sama, Vedal dote le 14 octobre son IA de la possibilité d'utiliser le moteur de recherche Google. De plus le 4 novembre, Vedal explique qu'avec le nouvel ordinateur monté quelques jours plus tôt, la latence des réponses a été diminuée.
Une nouvelle tenue a été dévoilée lors du stream spécial d'Halloween où Evil Neuro (la sœur de Neuro-sama qui se base sur la même IA mais avec une voix différente et des réponses plus maléfique) a collaboré avec la streameuse et vtubeuse Camila en tenue de clown.
Le 12 novembre à minuit, son créateur Vedal987 est nommé aux Streamers Awards dans le cadre de la catégorie « Meilleur VTuber ». Le 26 novembre, son créateur est également nommé aux VTubers Awards dans deux catégories. Pour la première fois, les fans de Neuro-sama sont nommés dans la catégorie « communauté la plus dévouée ».
Afin de préparer « le plus grand événement du siècle ». Vedal annonce le lundi 2 décembre une pause jusqu'à l'anniversaire de Neuro-sama. Lui et Neuro-sama seront néanmoins présents lors des Vtubers Awards où Vedal sera récompensé du titre de Meilleur Vtuber Technologique de l'année 2024. Malgré une intense campagne de vote sur les réseaux sociaux allant même jusqu'à diffuser des vidéos sur les célèbres écrans du quartier de Times Square, Vedal et les Swarm (les fans de Neuro-sama) ne gagnent pas les autres catégories dans lesquelles ils étaient nominés,.
Le 19 décembre à vingt heures (heure française), Neuro-sama débute son stream anniversaire fêtant ainsi ses 2 ans. Lors de l'introduction un remix de ses reprises musicales populaires est diffusé. Son stream commence par la diffusion et la sortie de sa première chanson intitulée LIFE. Elle dévoile par la suite son nouveau modèle 2D, dessinée par la Vtubeuse Anny The Fox et par Kitanya pour les animations physiques du modèle. Ce nouveau modèle ne concerne pas sa sœur Evil Neuro. Après une courte présentation le second subathon de la chaîne commence.
Pendant le subathon, Evil Neuro et Neuro-sama jouent a de nombreux jeux. Elles ont désormais la capacité de jouer au jeu Minecraft par elles-mêmes.

### 2025
Le 1er janvier, elle a battu le record du plus haut niveau du « train de la Hype » (une campagne de soutien) sur Twitch lors de son second subathon, en atteignant le niveau 111, battant le précédant record détenu par Pirate Software de 5 niveaux. En seulement 3 heures, elle a gagné plus de 84 000 abonnements payants et 1,2 million de bits (une monnaie virtuelle sur Twitch), ce qui lui a permis d'accéder à la 7e place des plus gros nombre d'abonnements sur Twitch,. Cela a été rendu possible grâce au dévouement d'Anny The Fox qui a mobilisée les Swarm afin de battre le record.
Le 3 janvier, elle bat l'Ender Dragon dans le jeu vidéo Minecraft et termine donc ce jeu. Le subathon continue sur le jeu "The Long Drive" où le but du jeu est de traverser les États-Unis d'Est en Ouest en voiture. Pour rendre l'aventure plus excitante et plus cohérente, Vedal fait croire à ses IA (Neuro et Evil) qu'il s'agit d'un voyage familial en direction de Disneyland. Ils n'arriveront jamais a destination puisque le subathon se terminera le 16 janvier. Vedal a reçu un total de 165 839 abonnements et diffusé pendant 27 jours et 16 heures pendant ce deuxième subathon anniversaire,.
Pour son deuxième anniversaire le 25 mars, Evil-Neuro n'est pas laissée seule cette fois-ci. Elle est accompagnée de Vedal et de chacun de ses amis VTuber qui font, l'un après l'autre, un discours pour souhaiter un joyeux anniversaire. De plus des améliorations sont révélées comme son nouveau modèle 2D (encore une fois dessiné par AnnyTheFox) et l'animation physique du modèle faite par Kitanya. Après avoir perdu le droit de l'utiliser, Evil est désormais de nouveau autorisée à se servir du bruit de tuyau en métal qui tombe et s'en sert comme un jouet. Lors de ses streams elle en abuse régulièrement.
Le 25 juin, Evil Neuro, la "sœur" de Neuro-sama, a présenté sa première chanson originale, « BOOM », lors d'un karaoké en direct sur Twitch. La chanson d'Evil Neuro était accompagnée d'un clip animé 3D produit par l'équipe de production de VShow,.

## Contenu en ligne
Le contenu Twitch du chatbot se concentre principalement sur la lecture de jeux vidéo, notamment osu! (2007), dans lequel son gameplay a vaincu le meilleur joueur humain du monde, et Minecraft (2011), dans lequel ses adaptations au gameplay sandbox ont gagné en notoriété. D'autres aspects de sa diffusion de contenu incluent chanter des chansons, jouer aux échecs avec son public, discuter avec d'autres VTubers lors de collaborations et réagir aux vidéos YouTube,,. Lorsqu'elle joue à des jeux ou participe à d'autres activités, l'IA interagit fréquemment avec les téléspectateurs en répondant à leurs questions et en réagissant aux dons. Ses réponses comiques et parfois controversées au chat en direct sont devenues virales, accélérant la montée en popularité.

## Controverse
Le 11 janvier 2023, la chaîne Twitch a été bannie temporairement pour « conduite haineuse » non précisée, probablement résultant de déclarations controversées faites par l'IA, notamment le scepticisme entourant la validité de l'Holocauste lors d'un stream,,.
Vedal a par la suite mis en œuvre davantage de mesures pour empêcher que Neuro-sama ne fasse des déclarations offensantes. Le bannissement a pris fin le 25 janvier 2023, et la chaîne a dépassé les 100 000 abonnés le même jour.

## Discographie

### En tant qu'artiste principal
| Date de sortie   | Titre | Ref. |
| ---------------- | ----- | ---- |
| 19 décembre 2024 | LIFE  | ,    |
| 25 juin 2025     | BOOM  | ,    |

### En tant qu'artiste contributeur
| Artiste original            | Titre                                      | Année | Réf.   |
| --------------------------- | ------------------------------------------ | ----- | ------ |
| KIRA                        | Monster (Camila feat. Neuro-sama)          | 2023  | [ 51 ] |
| Set It Off                  | Why Do I (Will Stetson feat. Neuro-sama)   | 2023  | [ 52 ] |
| Wowaka (feat. Hatsune Miku) | Rolling Girl (Obikatiekat feat. Evil-Sama) | 2024  | [ 53 ] |
| Melanie Martinez            | Evil (Camila feat. Evil-Sama)              | 2024  |        |

## Récompenses et nominations
| Année                    | Cérémonie            | Catégorie                                                  | Résultat   | Réf.   |
| ------------------------ | -------------------- | ---------------------------------------------------------- | ---------- | ------ |
| 2023                     | Les Vtubers Awards   | Meilleur VTuber technologique                              | Lauréat    | [ 54 ] |
| 2024 (pour l'année 2023) | Les Streamers Awards | Meilleur streamer de développement de logiciels et de jeux | Nomination | [ 55 ] |
| 2024 (pour l'année 2023) | Les Streamers Awards | Meilleur Vtuber                                            | Nomination | [ 55 ] |
| 2024                     | Les Streamers Awards | Meilleur Vtuber                                            | Nomination | [ 28 ] |
| 2024                     | Les Vtubers Awards   | Meilleur Vtuber technologique                              | Lauréat    | [ 28 ] |
| 2024                     | Les Vtubers Awards   | Communauté la plus dévouée (Les Swarms)                    | Nomination | [ 28 ] |
| 2024                     | Les Vtubers Awards   | Meilleur Vtuber                                            | Nomination | [ 28 ] |